# DIN 31635
DIN 31635 est une norme du Deutsches Institut für Normung adoptée en 1982 pour la translittération de l'alphabet arabe en caractères latins. C'est la norme de romanisation de l'arabe la plus fréquemment utilisée dans le domaine des études arabes en Occident.

## Histoire
Elle est adoptée en 1982 à partir des règles de la Société orientale allemande, société savante allemande consacrée à l'orientalisme scientifique. Ces règles sont modifiées par le congrès international des orientalistes en 1936 à Rome, le changement le plus important étant l'abandon de la lettre j qui se prononce comme la consonne affriquée post-alvéolaire voisée [d͡ʒ] en anglais et comme la consonne spirante palatale voisée [j] en allemand.
La norme DIN 31635 est popularisée, entre autres, par le linguiste Carl Brockelmann dans sa Geschichte der arabischen Litteratur (1937-1943) et Hans Wehr dans son Dictionnaire de l'arabe écrit moderne (Arabisches Wörterbuch für die Schriftsprache der Gegenwart). Toutefois, la version anglaise du dictionnaire de Hans Wehr, qui est la plus couramment utilisée en France (Dictionary of Modern Written Arabic), n'emploie pas cette translittération.
Cette norme allemande inspire partiellement une autre norme de translittération, celle de la revue Arabica. La principale et significative différence entre DIN 31635 et la translittération Arabica porte sur le traitement de l'article al-. DIN 31635 est la norme recommandée dans le domaine des études arabes en France[réf. nécessaire], mais les programmes du certificat d'aptitude au professorat de l'enseignement du second degré et de l'agrégation d'arabe utilisent de leur côté la translittération Arabica.
Pour le signalement de leurs fonds en arabe, les bibliothèques françaises recourent dans leur majorité à la norme internationale de translittération ISO 233-2 (1993) ; c'est le cas notamment du système universitaire de documentation et de la Bibliothèque nationale de France pour les titres d'ouvrages en langue arabe. La norme ISO 233-2 (1993) se veut légèrement différente de la norme DIN 31635, notamment par un traitement uniforme de l'article al- et de la tāʾ marbūṭah.

## Caractéristiques
Les principales caractéristiques de la norme DIN 31635 sont les suivantes :
- Les symboles utilisés sont des caractères latins minuscules (sauf dans les premières éditions où des majuscules sont employées), ainsi que les deux demi-anneaux ʾ et ʿ.
- Aucun digramme n'est utilisé.
- Des diacritiques sont utilisés : le point suscrit, le point souscrit, le caron, le macron (souscrit pour les consonnes, suscrit pour les voyelles longues) et la brève souscrite.

| Arabe | Translittération DIN 31635             | Prononciation en arabe littéral (API) |
| ----- | -------------------------------------- | ------------------------------------- |
| ﺀ     | ʾ                                      | [ʔ]                                   |
| ا     | ā                                      | [aː]                                  |
| ب     | b                                      | [b]                                   |
| ت     | t                                      | [t]                                   |
| ث     | ṯ                                      | [θ]                                   |
| ج     | ǧ                                      | [d͡ʒ]                                  |
| ح     | ḥ                                      | [ħ]                                   |
| خ     | ḫ                                      | [x]                                   |
| د     | d                                      | [d]                                   |
| ذ     | ḏ                                      | [ð]                                   |
| ر     | r                                      | [r]                                   |
| ز     | z                                      | [z]                                   |
| س     | s                                      | [s]                                   |
| ش     | š                                      | [ʃ]                                   |
| ص     | ṣ                                      | [sˤ]                                  |
| ض     | ḍ                                      | [dˤ]                                  |
| ط     | ṭ                                      | [tˤ]                                  |
| ﻅ     | ẓ                                      | [ðˤ]                                  |
| ع     | ʿ                                      | [ʕ]                                   |
| غ     | ġ                                      | [ʁ]                                   |
| ف     | f                                      | [f]                                   |
| ق     | q                                      | [q]                                   |
| ك     | k                                      | [k]                                   |
| ل     | l                                      | [l]                                   |
| م     | m                                      | [m]                                   |
| ن     | n                                      | [n]                                   |
| ه     | h                                      | [h]                                   |
| ة     | h (t à l'état construit)               | [ʰ] ([t])                             |
| و     | w (ū s'il s'agit d'une voyelle longue) | [w] ([uː])                            |
| ي     | y (ī s'il s'agit d'une voyelle longue) | [j] ([iː])                            |
| ى     | ā                                      | [aː]                                  |
| پ     | p                                      | [p]                                   |
| ﭺ     | č                                      | [t͡ʃ]                                  |
| ژ     | ž                                      | [ʒ]                                   |
| ڤ     | v                                      | [v]                                   |
| ڥ     | v                                      | [v]                                   |
| ف     | q                                      | [q]                                   |
| ڢ     | f                                      | [f]                                   |
| گ     | g                                      | [g]                                   |
| ڭ     | g                                      | [g]                                   |
| ۋ     | v                                      | [v]                                   |

Les dix dernières lettres du tableau n'existent pas dans l'alphabet arabe classique. Elles sont utilisées dans des langues autres que l'arabe qui s'écrivent cependant avec l'alphabet arabe, comme le persan.
Le sukūn n'est pas translittéré. La šaddah est rendue par un doublement de la lettre, sauf dans le cas du lām de l'article dont la transcription tient compte de l'assimilation éventuelle à la lettre qui le suit : al-qamar (la Lune), aš-šams (le Soleil). Un trait d'union sépare différents éléments grammaticaux d'une même unité en écriture arabe (bi-, wa-, etc.). La tāʾ marbūṭah est translittérée -h, sauf à l'état construit, auquel cas elle est translittérée -t : šaǧarah (arbre), šaǧarat al-ʿāʾilah (l'arbre de la famille).
La hamzah, quelle que soit sa position, est toujours translittérée ʾ. Un ʾalif marquant le son [aː] est translittéré ā. Le ʾalif initial qui n'a pas de hamzah est translittéré sans ʾ au début, seule la première voyelle est rendue : istiqlāl (indépendance), ʾīmān (foi). Les voyelles longues [uː] et [iː] sont transcrites ū et ī. Les diacritiques fatḥah, ḍammah et kasrah, qui notent des voyelles courtes, sont respectivement translittérés a, u et i. Le suffixe de la nisbah est translittéré -iyy au masculin et iyyah au féminin : miṣriyy (égyptien), miṣriyyah (égyptienne).